# Lacul Strachina (sit SPA)
Lacul Strachina este o arie naturală de protecție avifaunistică specială (SPA) situată în Muntenia, România, pe teritoriul administrativ al județului Ialomița.

## Localizare
Aria naturală se află în partea nord-estică a județului Ialomița, pe teritoriul nodr-vestic al orașului Țăndărei și cel sudic al  satului Valea Ciorii, în imediata apropierea a drumului național DN2A care leagă municipiul Slobozia de satul Lumina.

## Descriere
Zona a fost declarată arie de protecție specială prin Hotărârea  de Guvern nr. 1284 din 24 octombrie 2007 (privind declararea ariilor de protecție specială avifaunistică ca parte integrantă a rețelei ecologice europene Natura 2000 în România). Aria naturală se întinde pe o suprafață de 2015,6 hectare și include rezervația naturală Lacul Strachina. Încadrat în bioregiunea geografică stepică a Sud-Munteniei, Lacul Strachina reprezintă o zonă umedă în sectorul estic al Câmpiei Române (mlaștini, luciu de apă, turbării și pajiști) în arealul căreia au fost identificate mai multe specii de păsări aflate în migrație pe culoarul european estic.

## Avifaună
Printre păsările migratoare, de pasaj sau sedentare (dintre care unele foarte rare și protejate prin lege), se află specii de: barză albă (Ciconia ciconia), barză neagră (Cicinia nigra), stârc galben (Ardeola ralloides), stârc de noapte (Nycticorax nycticorax), egretă albă (Egretta alba), gaia neagră (Milvus migrans), stârc roșu (Ardea purpurea), acvilă țipătoare mică (Aquila pomarina), vultur pescar (Pandion haliaetus), cristei de câmp (Crex crex), sitarul de mal (Limosa limosa), chira mică (Sterna albifrons), pițigoi-pungar (Remiz pendulinus), privighetoare-de-baltă (Acrocephalus melanopogon), fâsă-de-câmp (Anthus campestris), erete sur (Circus pygargus), gârliță mare (Anser albifrons), gârliță mică (Anser erythropus), rață mare (Anas platyrhynchos) sau ciuf de câmp (Asio flammeus).

## Atracții turistice
În vecinătatea sitului se află mai multe obiective de interes turistic (lăcașuri de cult, monumente istorice, arii protejate, zone naturale, situri arheologice), astfel:
- Biserica "Sf. Voievozi" din Țăndărei, construcție 1839, monument istoric
- Situl arheologic de la Țăndărei (descoperiri de așezări atribuite epocilor medieval-timpurii și bronzului)
- Situl de protecție specială avifaunistică Natura 2000 - Balta Tătaru